# Harrison Gray Dyar Jr.
Harrison Gray Dyar Jr. (New York, 14 februari 1866 -  Washington, 21 januari 1929) was een Amerikaanse entomoloog. Hij ontwikkelde de naar hem vernoemde Dyar's Law, waarin hij bepaalde wetmatigheden beschreef over de groei van insectendelen. Hij stond ook bekend om zijn excentrieke bezigheden, waaronder het graven van tunnels onder zijn huis. Hij had een gecompliceerd persoonlijk leven en samen met zijn tweede vrouw hing hij het Bahai-geloof aan.

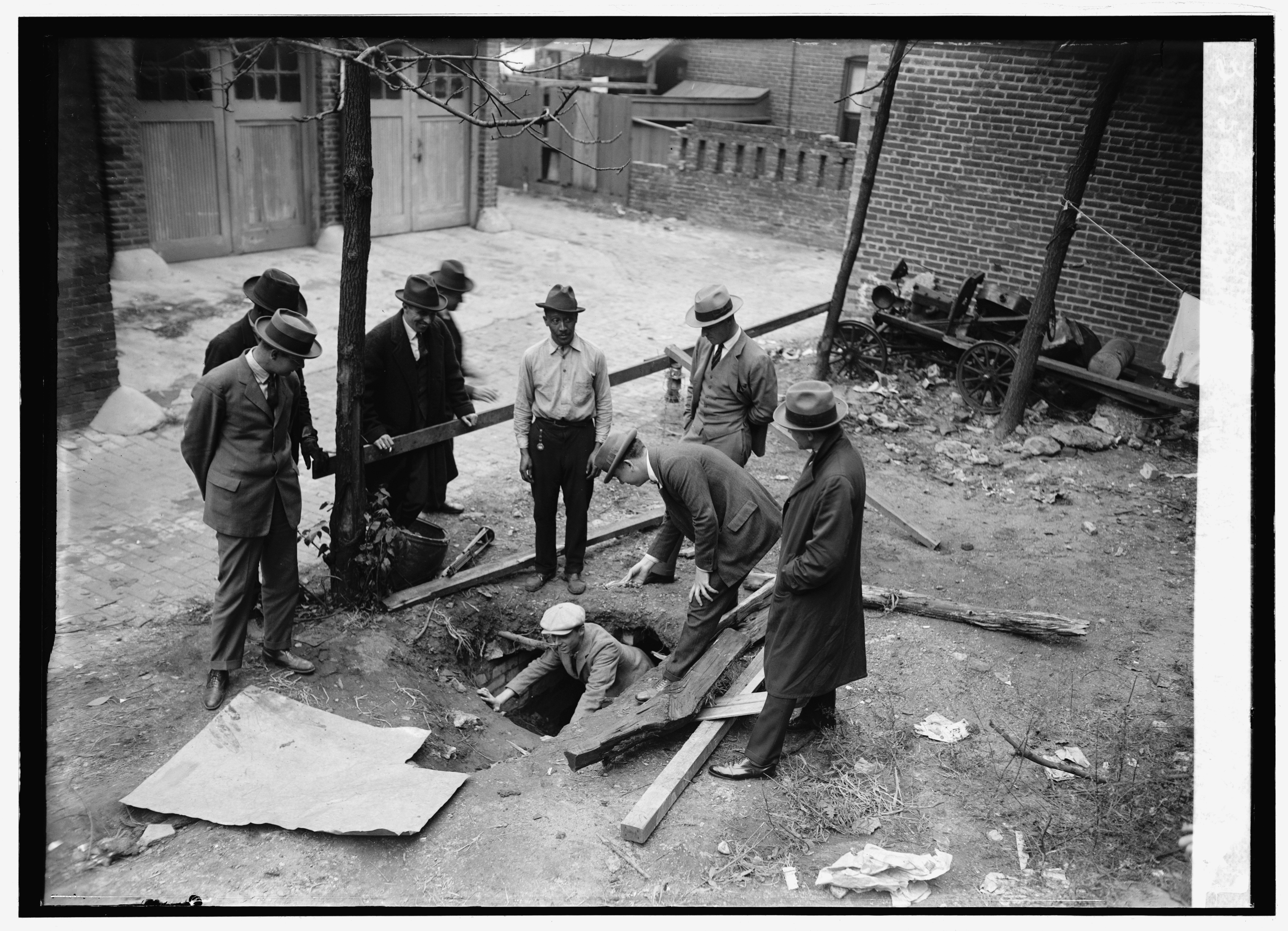
In 1924 ontdekte tunnels in Washington, gegraven door Dyar.

## Levensloop
Dyar werd geboren in Linwood Hill, Rhinebeck (New York), als zoon van Harrison Gray Dyar en Eleonora Rosella. Zijn vader verdiende een fortuin als chemicus en uitvinder. Na zijn dood in 1875 liet hij Dyar en de familie financieel onafhankelijk achter. 
In 1880 verhuisde het gezin naar Boston en ging hij naar de Roxbury Latin School en rond 1882 naar het DeGarmo Institute, opgericht door James M. DeGarmo, die een grote vlindercollectie bezat. Dyar studeerde in 1889 af aan het Massachusetts Institute of Technology met een Bachelor of Science in scheikunde. 
Dyar trouwde in 1889 met Zella M. Peabody uit Los Angeles, een muzieklerares, met wie hij twee kinderen kreeg. Op hun vijftien maanden durende huwelijksreis bezochten ze per trein verschillende plaatsen in het land om insecten te verzamelen. Dyar bleek later een bigamist te zijn. In 1906 was Dyar onder de valse naam Wilfred P. Allen getrouwd met Wellesca Pollock. Veertien jaar lang was hij getrouwd geweest met twee vrouwen en onderhield hij twee gezinnen met in totaal vijf kinderen. Zijn huwelijk met zijn eerste vrouw, Zella Peabody, eindigde in 1920 en in 1921 trouwde Dyar wettelijk met Pollock. Ze hadden drie zonen. Pollock was een vurige aanhanger van het Bahai-geloof. Na zijn wettelijk huwelijk met Pollock werd Dyar actief in het Bahai-geloof en gaf hij van 1922 tot aan zijn dood een Bahai-dagboek uit getiteld "Reality".
Rond 1924 werd Dyars hobby van tunnelbouw ontdekt toen een vrachtwagen doorbrak in een labyrint van tunnels nabij zijn voormalige huis in Washington.
In 1924 kreeg Dyar de opdracht om kapitein te worden bij de Sanitaire Afdeling van het United States Army Reserve Officers Corps vanwege zijn achtergrond in de studie van muggen.
Dyar was een achterneef van de Amerikaanse uitgever Harrison Gray Otis die soldaat was tijdens de Amerikaanse burgeroorlog.

## Wetenschappelijke carrière
Dyar was als jonge tiener begonnen insecten te bestuderen en kort na zijn afstuderen aan de universiteit begon hij wetenschappelijke artikelen over dit onderwerp te publiceren, met name over nachtvlinders van de familie van de Limacodidae (slakrupsen). Hij behaalde een Master of Arts-graad in de biologie aan de Columbia-universiteit in 1894, met zijn proefschrift over de classificatie van Lepidoptera en een doctoraat in 1895, met zijn proefschrift over bacteriën in de lucht in New York. Na zijn promotie werkte hij aan de classificatie van de Lepidoptera op basis van uiterlijke kenmerken van rupsen.
Dyar's meest opmerkelijke werk ging over het aantal vervellingen van rupsen, gepubliceerd in Psyche in 1890. In dit onderzoek ontwikkelde hij diverse theorieën (onder andere over het aantal stadia van een rups) aan de hand van de groei van de breedte van het kopgedeelte van de rups. Een eerdere publicatie in 1886 door W.K. Brooks beschreef onafhankelijk daarvan hetzelfde fenomeen bij schaaldieren, en daarom komt de term "Brooks-Dyar Law" (of "Brooks Rule" of "Brooks-Dyar Rule") ook vaak voor in de literatuur.
Zijn eerste baan was als assistent-bacterioloog van het College of Physicians and Surgeons aan de Columbia-universiteit van 1895 tot 1897. Van 1897 tot aan zijn dood was hij conservator van de vlinders in het National Museum of Natural History. De functie, hoewel onbezoldigd, was mogelijk gemaakt door Leland Ossian Howard. Hij werkte samen met Emily L. Morton om de levensstadia van de Noord-Amerikaanse Limacodidae te beschrijven. Zijn latere studies gingen voornamelijk over muggen (Diptera: Culicidae) en bladwespen (Hymenoptera: Symphyta). Dyar was financieel onafhankelijk en gedurende een groot deel van zijn 31 jaar bij het National Museum of Natural History werkte hij onbezoldigd. Door zijn financiële onafhankelijkheid kon hij ook veel reizen en insecten verzamelen in Noord-Amerika.
Dyar was redacteur van het Journal of the New York Entomological Society van 1904 tot 1907 en van de Proceedings of the Entomological Society of Washington van 1909 tot 1912. Van 1913 tot 1926 publiceerde en redigeerde hij zijn eigen taxonomische tijdschrift, Insecutor Inscitiae Menstruus. Van 1912 tot 1917 werkte Dyar samen met Frederick Knab en Leland Ossian Howard aan de vier delen van The Mosquitoes of North and Central America and the West Indies.
Dyar stond ook bekend om zijn intellectuele en soms bittere uitwisselingen met collega-entomologen, bijvoorbeeld in de correspondentie met Clara Southmayd Ludlow. Een van de langdurige vetes met collega-entomologen waarin hij was verwikkeld, was die met John Bernhardt Smith die bepaalde taxonomische principes onvoorzichtig toepaste. Uit de vete met Smith ontstond de mythe dat laatstgenoemde een nieuwe nachtvlindersoort Dyaria had genoemd (klinkt in het Engels als "diarree"). Het geslacht was in feite voor het eerst beschreven door Dyars vriend, de amateur-entomoloog Berthold Neumoegen en was op geen enkele manier denigrerend bedoeld.
- Bibsys: 4035102
- Bibliothèque nationale de France: cb13485734c (data)
- Gemeinsame Normdatei: 1098194349
- International Standard Name Identifier: 0000 0000 7364 9186
- Library of Congress Control Number: n95105757
- Nationale Bibliotheek van Tsjechië: jcu2016916728
- Nationale Bibliotheek van Israël: 987011218641305171
- Nederlandse Thesaurus van Auteursnamen: 11352742X
- Réseau des bibliothèques de Suisse occidentale: 02-A003202102
- LIBRIS: 50261
- SNAC: w60c5frr
- Système universitaire de documentation: 035615001
- Virtual International Authority File: 29684524
- WorldCat: E39PBJktpH8bFdJYxbDQJxtkDq